# Pseudostygarctus rugosus
Pseudostygarctus rugosus är en djurart som tillhör fylumet trögkrypare, och som beskrevs av Gallo D'Addabbo, de Zio Grimaldi och Sandulli 2002. Pseudostygarctus rugosus ingår i släktet Pseudostygarctus och familjen Stygarctidae. Inga underarter finns listade i Catalogue of Life.